# Chamaesphecia doleriformis
Chamaesphecia doleriformis is een vlinder uit de familie wespvlinders (Sesiidae), onderfamilie Sesiinae.
De wetenschappelijke naam van de soort is voor het eerst geldig gepubliceerd door Herrich-Schäffer in 1846. De soort komt voor in het Palearctisch gebied.